# جورجي ستويانوف
جورجي ستويانوف (بالبلغارية: Георги Стоянов)‏ هو لاعب كرة قدم بلغاري في مركز الهجوم، ولد في 24 سبتمبر 1983 في بلوفديف في بلغاريا. لعب مع سبارتاك بلوفديف وليفسكي صوفيا.

## وصلات خارجية
- جورجي ستويانوف على موقع قاعدة بيانات كرة القدم.إي يو (الإنجليزية)
- جورجي ستويانوف على موقع Soccerway.com (الإنجليزية)